# Acer metcalfii
Acer metcalfii é uma espécie de árvore do gênero Acer, pertencente à família Aceraceae.